# Marilou Mermans
Marilou Mermans (Dessel, 27 oktober 1944) is een Vlaams actrice, die zowel actief is op toneel als in de film- en televisiewereld.

## Carrière

### Theater
- Nederlands Toneel Gent (NTG)
- Koninklijke Nederlandse Schouwburg (KNS)
- Koninklijk Ballet van Vlaanderen
- Arca
- Barre Weldaad
- Kakefonie
- Antigone
- Raamtheater
- Vlaams Fruit
- 't Arsenaal

### Tv-series
- Dood Spoor (2025)
- Fair Trade (2023), als madam Mols
- GameKeepers (2022), als verouderde Lizzy
- De regel van 3S (2018), als Theresa Zimmer
- Voor wat hoort wat (2015), als Mia
- Vossenstreken (2015), als Alice De Duve
- Binnenstebuiten (2013), als Lisette Verfaille
- Crimi Clowns (2012), als dochter Jefke
- Quiz Me Quick (2012), als Lydia De Nert
- Witse (2012), als Sofia Wittamer
- Zone Stad (2011), als directrice
- Thuis (2009-2010, 2019-2020), als Els Vervloet
- Code 37 (2009), als Dora Ooms
- Van vlees en bloed (2009), als barvrouw Julia
- Zone Stad (2008), als Marianne
- Kaat & co (2007), als Gerda
- Spoed (2007), als Miriam
- De Kavijaks (2006)
- Rupel (2005), als Annie Haack
- De wet volgens Milo (2005), als rechter van Meerveldt
- Verschoten & Zoon (2005), als Véronique Blanpain
- Matroesjka's (2005), als Vivianne De Donder
- Aspe (2004), als zuster Marie-Louise
- Witse (2004-2008), als Bieke Vreelust
- Sedes & Belli (2003), als Simonne Sedes
- Familie (2001-2008), als Isabelle Soli
- Flikken (2000), als moeder Bauwens
- Recht op Recht (2000), als tante Emma Boon
- Spoed (2000), als Christiane Gijsbrecht-Van Breda
- Nonkel Jef (1999), als Jeanine
- Liefde & geluk (1999), als mevrouw Verheyden
- Gilliams & De Bie (1998), als Mevr. Gilliams
- Lili en Marleen (1994-1999, 2003), als Lisa Van de Koolkaai
- Het Verdriet van België (1994), als Zuster Koedde
- F.C. De Kampioenen (1993), als Irma Corthout
- Caravans (1992-1993), als Marianne De Bunne
- De vorstinnen van Brugge (1972), als Marie-Louise Mabesoone
- Wij, Heren van Zichem (1969-1971), als Wiske
- Fabian van Fallada (1969), als Isabeau de Créblillon

### Filmografie
- Totem (2016) - als Rita
- Hasta la vista (2011) - als Moeder van Jozef
- Meisjes (2009) - als Claire
- Linkeroever (2008)
- Vleugels (2006) - als Mariette
- The Incredibles (2004) - als Mevr. Hogenson (stem)
- Confituur (2004) - als Emma
- Lijmen/Het been (2000) - als dame met bontmantel
- Shades (1999) - als eigenares winkel
- Dief! (1998) - als moeder Van Reeth
- Gaston's War (1997)
- She Good Fighter (1995) - als Dora
- Brylcream Boulevard (1995) - als directrice
- Ad fundum (1993) - als Magda Raes
- Daens (1992) - als Nora Scholliers
- Paniekzaaiers (1986) - als Marilou
- Zaman (1983) - als Anke Felsenthal

## Privé
Mermans was getrouwd met Eddy Asselbergs, met wie ze een dochter heeft.